# Охочее (Харьковская область)
Охо́чее, до ВОВ Охо́чая (укр. Охоче, Охоча) — село, Охоченский сельский совет, Харьковский район, Харьковская область, Украина.
Код КОАТУУ — 6324283501. Население по переписи 2001 года составляло 1704 (790/914 м/ж) человека. Население по данным 2020 года составляло 1304 человек.
Являлся до 2020 года административным центром Охоченского сельского совета, в который, кроме того, входило село
Клиновое.

## Географическое положение
Село Охочее находится на берегу реки Берестовая, недалеко от её истоков.
Ниже по течению на расстоянии в 2 км расположено село Мелиховка.
По селу протекают несколько пересыхающих ручьёв с запрудами.

## Происхождение названия
Название село получило из-за охотного его заселения («охота пуще неволи»); соседнее же село к западу от Охочаго называлось Лѣнивка.

## История
- Известно с 1638 года как сторожевой городок Сумского полка на вершине реки Берестовой, вблизи Мурафского шляха.
- В 1686 году городок был сожжён татарами. Позже это место было заселено однодворцами из Белгородской и Воронежской местностей, которые затем вошли в состав линейного войска.
- Первый храм был построен в 1712 году.
- В 1731 году началась постройка Украинской линии, после её постройки село стало относиться к ней, до упразднения Линии в 1784 году. По сравнению с другими слободами Линии данная называлась Старо-Охочей, так как образовалось за 20 лет до Береки, Ленивки, Верхнего и Нижнего Бишкиня и т. д. Украинская Линия Обороны была закончена в 1733 году, хотя её доработка производилась постоянно, была населена ландмилиционерами (то есть однодворцами которые несли пограничную службу), играла важную роль в Русско-Турецких войнах 1735—1739, 1768—1774 и 1787—1792 годов, в ходе которых к Российской Империи была присоединина Новороссия и Крым.
- Население Охочей:
  - 1774 г. — 942 души мужского пола.
  - 1790 г. — 1730 муж., 1853 жен.
  - 1810 г. — 1772 муж., 1968 жен.
  - 1830 г. — 1804 муж., 1944 жен.
  - 1850 г. — 1683 муж., 1840 жен.
- В 1810-х некоторые жители переезжали в Херсонскую губернию, в 1830-40 — в р-н Ставрополя (сведения по Пензевым (Пеньзевым) и Шатохиным).
- В 1787 году по указу Екатерины II, в связи с началом Русско-турецкой войны 1787—1792 года, всё население Линии (в том числе и слобода Охо́чая) было обращено в казачье звание в состав Екатеринославского казачьего войска (создано по образцу Донского казачьего войска). Во главе войска стоял Матвей Иванович Платов, а инициатор его создания был светлейший князь Потёмкин. В ходе войны казаки отличилось при взятии Аккермана, Килии и Измаила. В 1796 году войско расформировали, а казаков вернули в «первобытное звание», то есть в однодворцев.
- На 1796 год в слободе насчитывались около 150 фамилий, +/-400 семей. Самые распространённые фамилии: Кухтин, Пензев (Пеньзев) и Чёрный (Черной).
- При СССР в селе была построена и действовала Охоча́нская птицефабрика, где были 11 птичников, дом птицеводов, электроцех, бригада в селе Поповка, молочно-товарная ферма.[2]
- При СССР в селе был создан и работал колхоз «Советская Армия», в котором были тракторная и другие бригады, и бригада в селе Кленовое.[3]

## Экономика
- Птице-товарная ферма.
- Птицефабрика «Охочее».
- Сельскохозяйственное АО «Охочее».
- Сельскохозяйственное Частное Акционерное Общество «Охочее».

## Объекты социальной сферы
- Детский сад.
- Средняя школа.

## Достопримечательности
- Братская могила советских воинов и памятный знак воинам-односельчанам. Похоронено 409 воинов.
- Памятник советской разведчице, расстрелянной фашистами. 1942 г.

## Религия
- Свято-Троицкий храм.